# Pseudonchus gerlachi
Pseudonchus gerlachi är en rundmaskart som beskrevs av Suzanne I. Warwick 1969. Pseudonchus gerlachi ingår i släktet Pseudonchus och familjen Choniolaimidae. Inga underarter finns listade i Catalogue of Life.